# 贝朗日
贝朗日（法語：Bellange，法語發音：[bɛlɑ̃ʒ]）是法国摩泽尔省的一个市镇，属于萨尔堡-萨兰堡区。

## 地理
贝朗日（48°54'6"N, 6°34'39"E）面积3.83 平方千米，位于法国大東部大區摩泽尔省，该省份为法国东北部内陆省份，是洛林的一部分，西南接默尔特-摩泽尔省，东临下莱茵省，北与卢森堡和德国接壤。
与贝朗日接壤的市镇（或旧市镇、城区）包括：阿尚、布雷安、达兰、阿布当日、马尔蒂耶。

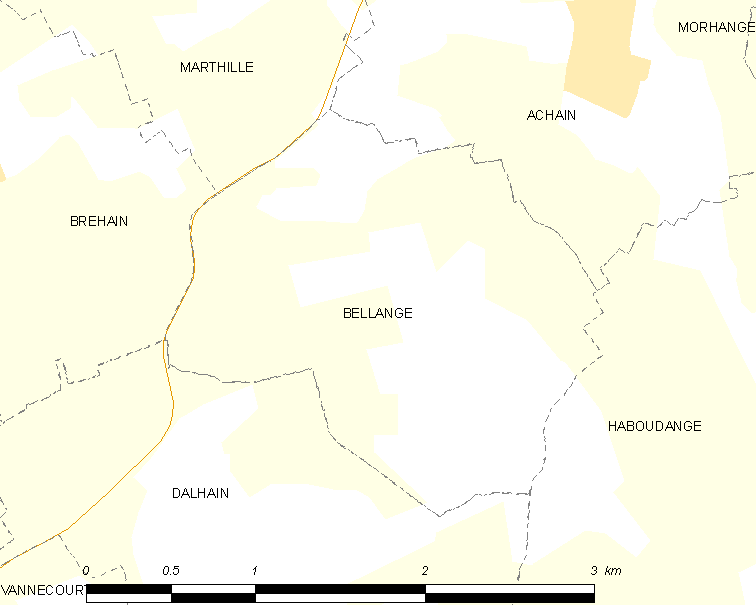
贝朗日的OSM定位图

贝朗日的时区为UTC+01:00、UTC+02:00（夏令时）。

## 行政
贝朗日的邮政编码为57340，INSEE市镇编码为57059。

## 政治
贝朗日所属的省级选区为索努瓦县。

## 人口

1962-2008年间贝朗日人口变化图示

贝朗日于2022年1月1日时的人口数量为57人。